# Jacob Shatzky
Jacob Shatzky (geb. 1893 oder 1894 in Warschau; gest. 1956 in New York) war ein polnischer jiddischer Historiker, Literatur- und Theaterkritiker, Herausgeber, Bibliograf, Lexikograf, Dozent, Lehrer und Bibliothekar.

## Leben
Shatzky wurde in Warschau geboren, er erhielt eine traditionelle jüdische Ausbildung und studierte an Universitäten in Lemberg (Geschichte an der Universität Lwiw  am Seminar von Szymon Askenazy), Wien, Berlin und Warschau. Er schloss sein Studium an der Universität Warschau im Jahr 1922 mit einer Arbeit „Die Judenfrage im Königreich Polen während der Paskewitsch-Ära“ ab.
In den Jahren 1914–1917 war er Offizier der Polnischen Legion (von Marschall Józef Piłsudski). 
1918 wurde er vom polnischen Außenministerium entsandt, um über ein Pogrom in Wilna zu berichten. Er trat von seinem Posten zurück, als klar wurde, dass die Regierung die Täter der Pogrome nicht bestrafen würde. Nachdem er 1922 bei Marceli Handelsman (1882–1945) promoviert hatte, emigrierte er 1923 in die Vereinigten Staaten. Dort, in New York, war er einer der Gründer des örtlichen Zweigs von YIVO. Ab 1929 arbeitete er als Bibliothekar am New York State Psychiatric Institute. Von 1930 bis 1956 war er dessen Chefbibliothekar. Für die Sammlung erwarb er die Privatbibliothek von Sigmund Freud.
Er ist Autor zahlreicher wissenschaftlicher und populärer Publikationen zur Geschichte der polnischen Juden im 19. Jahrhundert. Er war Redakteur vieler YIVO-Publikationen in New York.
Er ist der Verfasser einer umfangreichen Geschichte der Juden in Warschau (jiddisch; in 3 Bänden).
Die US-amerikanische Historikerin des Holocaust Lucy Dawidowicz (1915–1990) war seine Schülerin  an der Scholem Alejchem Mitlshul (Gymnasium).

## Publikationen (Auswahl)
- Jidisze bildungs-politik in Pojłn fun 1806 biz 1866 [Jüdische Bildungspolitik in Polen von 1806 bis 1866]. 1943
- Di geszichte fun Jidn in Warsze [Geschichte der Juden in Warschau], 3 Bände, New York: Yiddish Scientific Institute – YIVO 1947–1953 ("Geschichte der Juden in Warschau").
- (mit Leland E. Hinsie), Psychiatric Dictionary with Encyclopaedic Treatment of Modern Terms, 1940 (reprint 1944,  wyd. 2 poprawione – 1953).
- In šoṭn fun over [Im Schatten der Vergangenheit]. Buenos-Ayres: Tsentral-Farband Fun Poylishe Yidn in Argentine, 1947. Dos poylishe yidntum 13
- Kultur-geshikhte fun der haskoleh in Lite: fun di eltste tsaytn biz Hibes Tsiyen [Kulturgeschichte der Haskala in Litauen, von den frühesten Zeiten bis zur „Bewegung der Liebhaber Zions“]. Dos poylishe yidntum  69; Buenos-Ayres: Tsentral-Farband Fun Poylishe Yidn in Argentine, 1950
- (als Hrsg.) Samuel Niger, Jacob Shatzky: Leksikon fun der nayer yidisher literatur (Biographical dictionary of modern yiddish literature). New York : Congress for Jewish Culture, 1956